# Università statale nazionale di ricerca di Belgorod
L'Università statale nazionale di ricerca di Belgorod (BelGU, in russo Белгородский государственный национальный исследовательский университет?, Belgorodskij gosudarstvennyj nacional'nyj issledovatel'skij universitet) è un ente di istruzione accademica russo situato a Belgorod.

## Struttura
- Istituto giuridico
- Istituto pedagogico
- Istituto medico
- Istituto di comunicazione interculturale e relazioni internazionali
- Istituto di scienze della terra
- Istituto di economia e gestione
- Istituto di scienze sociali e comunicazioni di massa
- Istituto di farmacia, chimica e biologia
- Istituto di ingegneria e tecnologie digitali